# Chlamylla borealis
Chlamylla borealis is een slakkensoort uit de familie van de Paracoryphellidae. De wetenschappelijke naam van de soort is voor het eerst geldig gepubliceerd in 1886 door Bergh.